# مايلز بلاك
مايلز بلاك هو عازف بيانو كندي، ولد في 13 أبريل 1966 في بورت ألبيرني في كندا.

## وصلات خارجية
- مايلز بلاك على موقع ميوزك برينز (الإنجليزية)
- مايلز بلاك على موقع ديسكوغز (الإنجليزية)